# پلنگ سفید
پلنگ سفید (به انگلیسی: White panther) یک نمونه سفید از هر یک از چندین گونه گربه‌سان بزرگ‌تر است. «پلنگ» در برخی از مناطق آمریکای شمالی به معنای شیر کوهی (Puma concolor)، در آمریکای جنوبی به معنای جگوار (Panthera onca) و در جاهای دیگر به معنای پلنگ (Panthera pardus) استفاده می‌شود. یک پلنگ سفید ممکن است یک شیر کوهی سفید، یک جگوار سفید یا یک پلنگ سفید باشد. نام سردهٔ Panthera یک دسته آرایه‌شناختی است که شامل تمام گونه‌های یک گروه خاص از گربه‌سانان است، اما به عنوان یک اصطلاح کلی، «پلنگ» برای دیگر گربه‌سانان نیز استفاده می‌شود، معمولاً برای افراد دارای سیاه‌گرایی، اما همچنین برای سفید یا رنگ‌های معمولی (خاکستری) یا خالدار) افراد نیز است.
پلنگ‌های سفید ممکن است نتیجه زالی (نبود رنگدانه) یا سفیدگرایی (نبود جزئی رنگدانه) باشند. پلنگ سیاه در مقایسه، نتیجه سیاه‌گرایی است. برخلاف پلنگ‌های سیاه، پلنگ‌های سفید به‌طور انتخابی پرورش داده نشده‌اند.
از یک شیر کوهی سفید عکس گرفته شده‌است که زال نبود، بلکه دارای سفیدگرایی (سفید، اما با پوست رنگدانه و چشم‌های رنگدانه‌دار) بود.